# Vergisson
Vergisson település Franciaországban, Saône-et-Loire megyében. Lakosainak száma 233 fő (2022. január 1.). Vergisson Bussières, Cenves, Davayé, Prissé, Serrières és Solutré-Pouilly községekkel határos.

## Népesség
A település népessége az elmúlt években az alábbi módon változott:
| Lakosok száma | 253  | 253  | 262  | 255  | 256  | 257  | 255  | 244  | 233  |
|               | 2013 | 2015 | 2016 | 2017 | 2018 | 2019 | 2020 | 2021 | 2022 |